# 圣彼得堡市长
圣彼得堡市长是俄羅斯聖彼得堡市的首長，也是該市最高級別的官員，聖彼得堡市長負責領導該市的主要行政部門和聖彼得堡市政府。聖彼得堡市長由居住在聖彼得堡的俄羅斯聯邦公民通過直接選舉產生。根據《聖彼得堡市憲章》規定，聖彼得堡市長每屆任期5年，連任不得超過兩屆。
俄語意為總督、省長或州長，市長的俄語應為。而該市的首長在1991年至1996年期間的頭銜曾是，1996年之後改為今名。雖然俄語名已變化，在中文界通常仍將該市的長官翻譯為「聖彼得堡市長」。

## 歷任聖彼得堡市長
| # | #  | 肖像 | 名字                  | 名字     | 任期          | 任期          | 政黨       |
|   |    | 肖像 | 譯名                  | 俄語原文 | 就職          | 離職          | 政黨       |
| - | -- | ---- | --------------------- | -------- | ------------- | ------------- | ---------- |
|   | 1  |      | 阿纳托利·索布恰克     |          | 1991年6月26日 | 1996年6月2日  | 無黨籍     |
|   | 2  |      | 弗拉基米尔·雅科夫列夫 |          | 1996年6月2日  | 2003年6月16日 | 無黨籍     |
|   | 代 |      | 亚历山大·别格洛夫     |          | 2003年6月16日 | 2003年10月5日 | 無黨籍     |
|   | 3  |      | 瓦莲京娜·马特维延科   |          | 2003年10月5日 | 2011年8月22日 | 統一俄羅斯 |
|   | 4  |      | 格奥尔基·波尔塔夫琴科 |          | 2011年8月31日 | 2018年10月3日 | 統一俄羅斯 |
|   | 代 |      | 亚历山大·别格洛夫     |          | 2018年10月3日 | 2019年9月18日 | 無黨籍     |
|   | 5  |      | 亚历山大·别格洛夫     |          | 2019年9月18日 | 現任          | 無黨籍     |